# Campeonato Baiano de Futebol Feminino de 2015
O Campeonato Baiano de Futebol Feminino de 2015/16 foi disputado por 16 clubes, tendo como campeão, pela décima quarta vez consecutiva, o São Francisco EC, que derrotou a Lusaca na final. Teve regulamento diferente aos dos anos anteriores.

## Clubes participantes
| Clube                   | Cidade                 | Estádio                       | Capacidade  | Títulos (mais recente) |
| ----------------------- | ---------------------- | ----------------------------- | ----------- | ---------------------- |
| C Baiacu FF             | Vera Cruz              | Vicentão                      | 2.000       | 0 (não possui)         |
| S Catu                  | Catu                   | Penão                         | 8.000       | 0 (não possui)         |
| S Conceição do Jacuípe  | Conceição do Jacuípe   | Roseirão                      | 1.500       | 0 (não possui)         |
| S Euclides da Cunha     | Euclides da Cunha      | Luiz Agres                    | 3.500       | 0 (não possui)         |
| Flamengo de Feira       | Feira de Santana       | Vila Olímpica                 | 1.000       | 5 (2000)               |
| S Ilhéus                | Ilhéus                 | Mário Pessoa                  | 7.000       | 0 (não possui)         |
| S Itabuna               | Itabuna                | Itabunão                      | 11.745      | 0 (não possui)         |
| Juventude EVC           | Vitória da Conquista   | Edvaldo Flores                | 3.000       | 0 (não possui)         |
| AD Lusaca               | Dias d'Ávila           | Pituaçu                       | 32.157      | 0 (não possui)         |
| S Mundo Novo            | Mundo Novo             | Ederval Nery                  | 1.000       | 0 (não possui)         |
| Redenção FC             | Salvador               | Cândido Soares                | 3.000       | 0 (não possui)         |
| S Ribeira do Pombal     | Ribeira do Pombal      | Ferreira Brito                | 5.000       | 0 (não possui)         |
| S Sto. Antônio de Jesus | Santo Antônio de Jesus | José Trindade Lobo            | 3.000       | 0 (não possui)         |
| São Francisco EC        | São Francisco do Conde | Junqueira Ayres               | 3.000       | 13 (2014)              |
| EC Vitória              | Salvador               | CT Manoel Tanajura            | 500         | 0 (não possui)         |
| EC Ypiranga             | Salvador               | Odilon Gomes/Dr. Hélcio Bessa | 1.000/4.000 | 0 (não possui)         |

## Estádios
| | Baiacu | S. Catu | S. Conceição do Jacuípe | S. Euclides da Cunha |                                   |
| --- | --- | --- | --- | --- | --------------------------------- |
| Vicentão | Penão | Roseirão | Luiz Agres | |                                   |
| Capacidade: 2 000 | Capacidade: 8000 | Capacidade: 1 500 | Capacidade: 35 000 | |                                   |
| | | | | |                                   |
| Flamengo de Feira | \| S. Catu S. Ilhéus Baiacu S. C. do Jacuípe S. Euclides da Cunha Juventude de Vitória da Conquista Flamengo de Feira S. Mundo Novo Redenção S. Ribeira do Pombal S. Sto. Antônio de Jesus São Francisco Ypiranga S. Itabuna Salvador Salvador: Lusaca VitóriaLocalização dos mandos de campo das equipes participantes do Baianão Feminino de 2015. \| | \| S. Catu S. Ilhéus Baiacu S. C. do Jacuípe S. Euclides da Cunha Juventude de Vitória da Conquista Flamengo de Feira S. Mundo Novo Redenção S. Ribeira do Pombal S. Sto. Antônio de Jesus São Francisco Ypiranga S. Itabuna Salvador Salvador: Lusaca VitóriaLocalização dos mandos de campo das equipes participantes do Baianão Feminino de 2015. \| | \| S. Catu S. Ilhéus Baiacu S. C. do Jacuípe S. Euclides da Cunha Juventude de Vitória da Conquista Flamengo de Feira S. Mundo Novo Redenção S. Ribeira do Pombal S. Sto. Antônio de Jesus São Francisco Ypiranga S. Itabuna Salvador Salvador: Lusaca VitóriaLocalização dos mandos de campo das equipes participantes do Baianão Feminino de 2015. \| | \| S. Catu S. Ilhéus Baiacu S. C. do Jacuípe S. Euclides da Cunha Juventude de Vitória da Conquista Flamengo de Feira S. Mundo Novo Redenção S. Ribeira do Pombal S. Sto. Antônio de Jesus São Francisco Ypiranga S. Itabuna Salvador Salvador: Lusaca VitóriaLocalização dos mandos de campo das equipes participantes do Baianão Feminino de 2015. \| | S. Ilhéus                         |
| Vila Olímpica | \| S. Catu S. Ilhéus Baiacu S. C. do Jacuípe S. Euclides da Cunha Juventude de Vitória da Conquista Flamengo de Feira S. Mundo Novo Redenção S. Ribeira do Pombal S. Sto. Antônio de Jesus São Francisco Ypiranga S. Itabuna Salvador Salvador: Lusaca VitóriaLocalização dos mandos de campo das equipes participantes do Baianão Feminino de 2015. \| | \| S. Catu S. Ilhéus Baiacu S. C. do Jacuípe S. Euclides da Cunha Juventude de Vitória da Conquista Flamengo de Feira S. Mundo Novo Redenção S. Ribeira do Pombal S. Sto. Antônio de Jesus São Francisco Ypiranga S. Itabuna Salvador Salvador: Lusaca VitóriaLocalização dos mandos de campo das equipes participantes do Baianão Feminino de 2015. \| | \| S. Catu S. Ilhéus Baiacu S. C. do Jacuípe S. Euclides da Cunha Juventude de Vitória da Conquista Flamengo de Feira S. Mundo Novo Redenção S. Ribeira do Pombal S. Sto. Antônio de Jesus São Francisco Ypiranga S. Itabuna Salvador Salvador: Lusaca VitóriaLocalização dos mandos de campo das equipes participantes do Baianão Feminino de 2015. \| | \| S. Catu S. Ilhéus Baiacu S. C. do Jacuípe S. Euclides da Cunha Juventude de Vitória da Conquista Flamengo de Feira S. Mundo Novo Redenção S. Ribeira do Pombal S. Sto. Antônio de Jesus São Francisco Ypiranga S. Itabuna Salvador Salvador: Lusaca VitóriaLocalização dos mandos de campo das equipes participantes do Baianão Feminino de 2015. \| | Mário Pessoa                      |
| Capacidade: 1 000 | \| S. Catu S. Ilhéus Baiacu S. C. do Jacuípe S. Euclides da Cunha Juventude de Vitória da Conquista Flamengo de Feira S. Mundo Novo Redenção S. Ribeira do Pombal S. Sto. Antônio de Jesus São Francisco Ypiranga S. Itabuna Salvador Salvador: Lusaca VitóriaLocalização dos mandos de campo das equipes participantes do Baianão Feminino de 2015. \| | \| S. Catu S. Ilhéus Baiacu S. C. do Jacuípe S. Euclides da Cunha Juventude de Vitória da Conquista Flamengo de Feira S. Mundo Novo Redenção S. Ribeira do Pombal S. Sto. Antônio de Jesus São Francisco Ypiranga S. Itabuna Salvador Salvador: Lusaca VitóriaLocalização dos mandos de campo das equipes participantes do Baianão Feminino de 2015. \| | \| S. Catu S. Ilhéus Baiacu S. C. do Jacuípe S. Euclides da Cunha Juventude de Vitória da Conquista Flamengo de Feira S. Mundo Novo Redenção S. Ribeira do Pombal S. Sto. Antônio de Jesus São Francisco Ypiranga S. Itabuna Salvador Salvador: Lusaca VitóriaLocalização dos mandos de campo das equipes participantes do Baianão Feminino de 2015. \| | \| S. Catu S. Ilhéus Baiacu S. C. do Jacuípe S. Euclides da Cunha Juventude de Vitória da Conquista Flamengo de Feira S. Mundo Novo Redenção S. Ribeira do Pombal S. Sto. Antônio de Jesus São Francisco Ypiranga S. Itabuna Salvador Salvador: Lusaca VitóriaLocalização dos mandos de campo das equipes participantes do Baianão Feminino de 2015. \| | Capacidade: 7 000                 |
| | \| S. Catu S. Ilhéus Baiacu S. C. do Jacuípe S. Euclides da Cunha Juventude de Vitória da Conquista Flamengo de Feira S. Mundo Novo Redenção S. Ribeira do Pombal S. Sto. Antônio de Jesus São Francisco Ypiranga S. Itabuna Salvador Salvador: Lusaca VitóriaLocalização dos mandos de campo das equipes participantes do Baianão Feminino de 2015. \| | \| S. Catu S. Ilhéus Baiacu S. C. do Jacuípe S. Euclides da Cunha Juventude de Vitória da Conquista Flamengo de Feira S. Mundo Novo Redenção S. Ribeira do Pombal S. Sto. Antônio de Jesus São Francisco Ypiranga S. Itabuna Salvador Salvador: Lusaca VitóriaLocalização dos mandos de campo das equipes participantes do Baianão Feminino de 2015. \| | \| S. Catu S. Ilhéus Baiacu S. C. do Jacuípe S. Euclides da Cunha Juventude de Vitória da Conquista Flamengo de Feira S. Mundo Novo Redenção S. Ribeira do Pombal S. Sto. Antônio de Jesus São Francisco Ypiranga S. Itabuna Salvador Salvador: Lusaca VitóriaLocalização dos mandos de campo das equipes participantes do Baianão Feminino de 2015. \| | \| S. Catu S. Ilhéus Baiacu S. C. do Jacuípe S. Euclides da Cunha Juventude de Vitória da Conquista Flamengo de Feira S. Mundo Novo Redenção S. Ribeira do Pombal S. Sto. Antônio de Jesus São Francisco Ypiranga S. Itabuna Salvador Salvador: Lusaca VitóriaLocalização dos mandos de campo das equipes participantes do Baianão Feminino de 2015. \| |                                   |
| S. Itabuna | \| S. Catu S. Ilhéus Baiacu S. C. do Jacuípe S. Euclides da Cunha Juventude de Vitória da Conquista Flamengo de Feira S. Mundo Novo Redenção S. Ribeira do Pombal S. Sto. Antônio de Jesus São Francisco Ypiranga S. Itabuna Salvador Salvador: Lusaca VitóriaLocalização dos mandos de campo das equipes participantes do Baianão Feminino de 2015. \| | \| S. Catu S. Ilhéus Baiacu S. C. do Jacuípe S. Euclides da Cunha Juventude de Vitória da Conquista Flamengo de Feira S. Mundo Novo Redenção S. Ribeira do Pombal S. Sto. Antônio de Jesus São Francisco Ypiranga S. Itabuna Salvador Salvador: Lusaca VitóriaLocalização dos mandos de campo das equipes participantes do Baianão Feminino de 2015. \| | \| S. Catu S. Ilhéus Baiacu S. C. do Jacuípe S. Euclides da Cunha Juventude de Vitória da Conquista Flamengo de Feira S. Mundo Novo Redenção S. Ribeira do Pombal S. Sto. Antônio de Jesus São Francisco Ypiranga S. Itabuna Salvador Salvador: Lusaca VitóriaLocalização dos mandos de campo das equipes participantes do Baianão Feminino de 2015. \| | \| S. Catu S. Ilhéus Baiacu S. C. do Jacuípe S. Euclides da Cunha Juventude de Vitória da Conquista Flamengo de Feira S. Mundo Novo Redenção S. Ribeira do Pombal S. Sto. Antônio de Jesus São Francisco Ypiranga S. Itabuna Salvador Salvador: Lusaca VitóriaLocalização dos mandos de campo das equipes participantes do Baianão Feminino de 2015. \| | Juventude de Vitória da Conquista |
| Itabunão | \| S. Catu S. Ilhéus Baiacu S. C. do Jacuípe S. Euclides da Cunha Juventude de Vitória da Conquista Flamengo de Feira S. Mundo Novo Redenção S. Ribeira do Pombal S. Sto. Antônio de Jesus São Francisco Ypiranga S. Itabuna Salvador Salvador: Lusaca VitóriaLocalização dos mandos de campo das equipes participantes do Baianão Feminino de 2015. \| | \| S. Catu S. Ilhéus Baiacu S. C. do Jacuípe S. Euclides da Cunha Juventude de Vitória da Conquista Flamengo de Feira S. Mundo Novo Redenção S. Ribeira do Pombal S. Sto. Antônio de Jesus São Francisco Ypiranga S. Itabuna Salvador Salvador: Lusaca VitóriaLocalização dos mandos de campo das equipes participantes do Baianão Feminino de 2015. \| | \| S. Catu S. Ilhéus Baiacu S. C. do Jacuípe S. Euclides da Cunha Juventude de Vitória da Conquista Flamengo de Feira S. Mundo Novo Redenção S. Ribeira do Pombal S. Sto. Antônio de Jesus São Francisco Ypiranga S. Itabuna Salvador Salvador: Lusaca VitóriaLocalização dos mandos de campo das equipes participantes do Baianão Feminino de 2015. \| | \| S. Catu S. Ilhéus Baiacu S. C. do Jacuípe S. Euclides da Cunha Juventude de Vitória da Conquista Flamengo de Feira S. Mundo Novo Redenção S. Ribeira do Pombal S. Sto. Antônio de Jesus São Francisco Ypiranga S. Itabuna Salvador Salvador: Lusaca VitóriaLocalização dos mandos de campo das equipes participantes do Baianão Feminino de 2015. \| | Edvaldo Flores                    |
| Capacidade: 11 745 | \| S. Catu S. Ilhéus Baiacu S. C. do Jacuípe S. Euclides da Cunha Juventude de Vitória da Conquista Flamengo de Feira S. Mundo Novo Redenção S. Ribeira do Pombal S. Sto. Antônio de Jesus São Francisco Ypiranga S. Itabuna Salvador Salvador: Lusaca VitóriaLocalização dos mandos de campo das equipes participantes do Baianão Feminino de 2015. \| | \| S. Catu S. Ilhéus Baiacu S. C. do Jacuípe S. Euclides da Cunha Juventude de Vitória da Conquista Flamengo de Feira S. Mundo Novo Redenção S. Ribeira do Pombal S. Sto. Antônio de Jesus São Francisco Ypiranga S. Itabuna Salvador Salvador: Lusaca VitóriaLocalização dos mandos de campo das equipes participantes do Baianão Feminino de 2015. \| | \| S. Catu S. Ilhéus Baiacu S. C. do Jacuípe S. Euclides da Cunha Juventude de Vitória da Conquista Flamengo de Feira S. Mundo Novo Redenção S. Ribeira do Pombal S. Sto. Antônio de Jesus São Francisco Ypiranga S. Itabuna Salvador Salvador: Lusaca VitóriaLocalização dos mandos de campo das equipes participantes do Baianão Feminino de 2015. \| | \| S. Catu S. Ilhéus Baiacu S. C. do Jacuípe S. Euclides da Cunha Juventude de Vitória da Conquista Flamengo de Feira S. Mundo Novo Redenção S. Ribeira do Pombal S. Sto. Antônio de Jesus São Francisco Ypiranga S. Itabuna Salvador Salvador: Lusaca VitóriaLocalização dos mandos de campo das equipes participantes do Baianão Feminino de 2015. \| | Capacidade: 3 000                 |
| | \| S. Catu S. Ilhéus Baiacu S. C. do Jacuípe S. Euclides da Cunha Juventude de Vitória da Conquista Flamengo de Feira S. Mundo Novo Redenção S. Ribeira do Pombal S. Sto. Antônio de Jesus São Francisco Ypiranga S. Itabuna Salvador Salvador: Lusaca VitóriaLocalização dos mandos de campo das equipes participantes do Baianão Feminino de 2015. \| | \| S. Catu S. Ilhéus Baiacu S. C. do Jacuípe S. Euclides da Cunha Juventude de Vitória da Conquista Flamengo de Feira S. Mundo Novo Redenção S. Ribeira do Pombal S. Sto. Antônio de Jesus São Francisco Ypiranga S. Itabuna Salvador Salvador: Lusaca VitóriaLocalização dos mandos de campo das equipes participantes do Baianão Feminino de 2015. \| | \| S. Catu S. Ilhéus Baiacu S. C. do Jacuípe S. Euclides da Cunha Juventude de Vitória da Conquista Flamengo de Feira S. Mundo Novo Redenção S. Ribeira do Pombal S. Sto. Antônio de Jesus São Francisco Ypiranga S. Itabuna Salvador Salvador: Lusaca VitóriaLocalização dos mandos de campo das equipes participantes do Baianão Feminino de 2015. \| | \| S. Catu S. Ilhéus Baiacu S. C. do Jacuípe S. Euclides da Cunha Juventude de Vitória da Conquista Flamengo de Feira S. Mundo Novo Redenção S. Ribeira do Pombal S. Sto. Antônio de Jesus São Francisco Ypiranga S. Itabuna Salvador Salvador: Lusaca VitóriaLocalização dos mandos de campo das equipes participantes do Baianão Feminino de 2015. \| |                                   |
| Lusaca | \| S. Catu S. Ilhéus Baiacu S. C. do Jacuípe S. Euclides da Cunha Juventude de Vitória da Conquista Flamengo de Feira S. Mundo Novo Redenção S. Ribeira do Pombal S. Sto. Antônio de Jesus São Francisco Ypiranga S. Itabuna Salvador Salvador: Lusaca VitóriaLocalização dos mandos de campo das equipes participantes do Baianão Feminino de 2015. \| | \| S. Catu S. Ilhéus Baiacu S. C. do Jacuípe S. Euclides da Cunha Juventude de Vitória da Conquista Flamengo de Feira S. Mundo Novo Redenção S. Ribeira do Pombal S. Sto. Antônio de Jesus São Francisco Ypiranga S. Itabuna Salvador Salvador: Lusaca VitóriaLocalização dos mandos de campo das equipes participantes do Baianão Feminino de 2015. \| | \| S. Catu S. Ilhéus Baiacu S. C. do Jacuípe S. Euclides da Cunha Juventude de Vitória da Conquista Flamengo de Feira S. Mundo Novo Redenção S. Ribeira do Pombal S. Sto. Antônio de Jesus São Francisco Ypiranga S. Itabuna Salvador Salvador: Lusaca VitóriaLocalização dos mandos de campo das equipes participantes do Baianão Feminino de 2015. \| | \| S. Catu S. Ilhéus Baiacu S. C. do Jacuípe S. Euclides da Cunha Juventude de Vitória da Conquista Flamengo de Feira S. Mundo Novo Redenção S. Ribeira do Pombal S. Sto. Antônio de Jesus São Francisco Ypiranga S. Itabuna Salvador Salvador: Lusaca VitóriaLocalização dos mandos de campo das equipes participantes do Baianão Feminino de 2015. \| | S. Mundo Novo                     |
| Pituaçu | \| S. Catu S. Ilhéus Baiacu S. C. do Jacuípe S. Euclides da Cunha Juventude de Vitória da Conquista Flamengo de Feira S. Mundo Novo Redenção S. Ribeira do Pombal S. Sto. Antônio de Jesus São Francisco Ypiranga S. Itabuna Salvador Salvador: Lusaca VitóriaLocalização dos mandos de campo das equipes participantes do Baianão Feminino de 2015. \| | \| S. Catu S. Ilhéus Baiacu S. C. do Jacuípe S. Euclides da Cunha Juventude de Vitória da Conquista Flamengo de Feira S. Mundo Novo Redenção S. Ribeira do Pombal S. Sto. Antônio de Jesus São Francisco Ypiranga S. Itabuna Salvador Salvador: Lusaca VitóriaLocalização dos mandos de campo das equipes participantes do Baianão Feminino de 2015. \| | \| S. Catu S. Ilhéus Baiacu S. C. do Jacuípe S. Euclides da Cunha Juventude de Vitória da Conquista Flamengo de Feira S. Mundo Novo Redenção S. Ribeira do Pombal S. Sto. Antônio de Jesus São Francisco Ypiranga S. Itabuna Salvador Salvador: Lusaca VitóriaLocalização dos mandos de campo das equipes participantes do Baianão Feminino de 2015. \| | \| S. Catu S. Ilhéus Baiacu S. C. do Jacuípe S. Euclides da Cunha Juventude de Vitória da Conquista Flamengo de Feira S. Mundo Novo Redenção S. Ribeira do Pombal S. Sto. Antônio de Jesus São Francisco Ypiranga S. Itabuna Salvador Salvador: Lusaca VitóriaLocalização dos mandos de campo das equipes participantes do Baianão Feminino de 2015. \| | Ederval Nery                      |
| Capacidade: 32 157 | \| S. Catu S. Ilhéus Baiacu S. C. do Jacuípe S. Euclides da Cunha Juventude de Vitória da Conquista Flamengo de Feira S. Mundo Novo Redenção S. Ribeira do Pombal S. Sto. Antônio de Jesus São Francisco Ypiranga S. Itabuna Salvador Salvador: Lusaca VitóriaLocalização dos mandos de campo das equipes participantes do Baianão Feminino de 2015. \| | \| S. Catu S. Ilhéus Baiacu S. C. do Jacuípe S. Euclides da Cunha Juventude de Vitória da Conquista Flamengo de Feira S. Mundo Novo Redenção S. Ribeira do Pombal S. Sto. Antônio de Jesus São Francisco Ypiranga S. Itabuna Salvador Salvador: Lusaca VitóriaLocalização dos mandos de campo das equipes participantes do Baianão Feminino de 2015. \| | \| S. Catu S. Ilhéus Baiacu S. C. do Jacuípe S. Euclides da Cunha Juventude de Vitória da Conquista Flamengo de Feira S. Mundo Novo Redenção S. Ribeira do Pombal S. Sto. Antônio de Jesus São Francisco Ypiranga S. Itabuna Salvador Salvador: Lusaca VitóriaLocalização dos mandos de campo das equipes participantes do Baianão Feminino de 2015. \| | \| S. Catu S. Ilhéus Baiacu S. C. do Jacuípe S. Euclides da Cunha Juventude de Vitória da Conquista Flamengo de Feira S. Mundo Novo Redenção S. Ribeira do Pombal S. Sto. Antônio de Jesus São Francisco Ypiranga S. Itabuna Salvador Salvador: Lusaca VitóriaLocalização dos mandos de campo das equipes participantes do Baianão Feminino de 2015. \| | Capacidade: 1 000                 |
| | \| S. Catu S. Ilhéus Baiacu S. C. do Jacuípe S. Euclides da Cunha Juventude de Vitória da Conquista Flamengo de Feira S. Mundo Novo Redenção S. Ribeira do Pombal S. Sto. Antônio de Jesus São Francisco Ypiranga S. Itabuna Salvador Salvador: Lusaca VitóriaLocalização dos mandos de campo das equipes participantes do Baianão Feminino de 2015. \| | \| S. Catu S. Ilhéus Baiacu S. C. do Jacuípe S. Euclides da Cunha Juventude de Vitória da Conquista Flamengo de Feira S. Mundo Novo Redenção S. Ribeira do Pombal S. Sto. Antônio de Jesus São Francisco Ypiranga S. Itabuna Salvador Salvador: Lusaca VitóriaLocalização dos mandos de campo das equipes participantes do Baianão Feminino de 2015. \| | \| S. Catu S. Ilhéus Baiacu S. C. do Jacuípe S. Euclides da Cunha Juventude de Vitória da Conquista Flamengo de Feira S. Mundo Novo Redenção S. Ribeira do Pombal S. Sto. Antônio de Jesus São Francisco Ypiranga S. Itabuna Salvador Salvador: Lusaca VitóriaLocalização dos mandos de campo das equipes participantes do Baianão Feminino de 2015. \| | \| S. Catu S. Ilhéus Baiacu S. C. do Jacuípe S. Euclides da Cunha Juventude de Vitória da Conquista Flamengo de Feira S. Mundo Novo Redenção S. Ribeira do Pombal S. Sto. Antônio de Jesus São Francisco Ypiranga S. Itabuna Salvador Salvador: Lusaca VitóriaLocalização dos mandos de campo das equipes participantes do Baianão Feminino de 2015. \| |                                   |
| Redenção | \| S. Catu S. Ilhéus Baiacu S. C. do Jacuípe S. Euclides da Cunha Juventude de Vitória da Conquista Flamengo de Feira S. Mundo Novo Redenção S. Ribeira do Pombal S. Sto. Antônio de Jesus São Francisco Ypiranga S. Itabuna Salvador Salvador: Lusaca VitóriaLocalização dos mandos de campo das equipes participantes do Baianão Feminino de 2015. \| | \| S. Catu S. Ilhéus Baiacu S. C. do Jacuípe S. Euclides da Cunha Juventude de Vitória da Conquista Flamengo de Feira S. Mundo Novo Redenção S. Ribeira do Pombal S. Sto. Antônio de Jesus São Francisco Ypiranga S. Itabuna Salvador Salvador: Lusaca VitóriaLocalização dos mandos de campo das equipes participantes do Baianão Feminino de 2015. \| | \| S. Catu S. Ilhéus Baiacu S. C. do Jacuípe S. Euclides da Cunha Juventude de Vitória da Conquista Flamengo de Feira S. Mundo Novo Redenção S. Ribeira do Pombal S. Sto. Antônio de Jesus São Francisco Ypiranga S. Itabuna Salvador Salvador: Lusaca VitóriaLocalização dos mandos de campo das equipes participantes do Baianão Feminino de 2015. \| | \| S. Catu S. Ilhéus Baiacu S. C. do Jacuípe S. Euclides da Cunha Juventude de Vitória da Conquista Flamengo de Feira S. Mundo Novo Redenção S. Ribeira do Pombal S. Sto. Antônio de Jesus São Francisco Ypiranga S. Itabuna Salvador Salvador: Lusaca VitóriaLocalização dos mandos de campo das equipes participantes do Baianão Feminino de 2015. \| | S. Ribeira do Pombal              |
| Cândido Soares | \| S. Catu S. Ilhéus Baiacu S. C. do Jacuípe S. Euclides da Cunha Juventude de Vitória da Conquista Flamengo de Feira S. Mundo Novo Redenção S. Ribeira do Pombal S. Sto. Antônio de Jesus São Francisco Ypiranga S. Itabuna Salvador Salvador: Lusaca VitóriaLocalização dos mandos de campo das equipes participantes do Baianão Feminino de 2015. \| | \| S. Catu S. Ilhéus Baiacu S. C. do Jacuípe S. Euclides da Cunha Juventude de Vitória da Conquista Flamengo de Feira S. Mundo Novo Redenção S. Ribeira do Pombal S. Sto. Antônio de Jesus São Francisco Ypiranga S. Itabuna Salvador Salvador: Lusaca VitóriaLocalização dos mandos de campo das equipes participantes do Baianão Feminino de 2015. \| | \| S. Catu S. Ilhéus Baiacu S. C. do Jacuípe S. Euclides da Cunha Juventude de Vitória da Conquista Flamengo de Feira S. Mundo Novo Redenção S. Ribeira do Pombal S. Sto. Antônio de Jesus São Francisco Ypiranga S. Itabuna Salvador Salvador: Lusaca VitóriaLocalização dos mandos de campo das equipes participantes do Baianão Feminino de 2015. \| | \| S. Catu S. Ilhéus Baiacu S. C. do Jacuípe S. Euclides da Cunha Juventude de Vitória da Conquista Flamengo de Feira S. Mundo Novo Redenção S. Ribeira do Pombal S. Sto. Antônio de Jesus São Francisco Ypiranga S. Itabuna Salvador Salvador: Lusaca VitóriaLocalização dos mandos de campo das equipes participantes do Baianão Feminino de 2015. \| | Ferreira Brito                    |
| Capacidade: 3 000 | \| S. Catu S. Ilhéus Baiacu S. C. do Jacuípe S. Euclides da Cunha Juventude de Vitória da Conquista Flamengo de Feira S. Mundo Novo Redenção S. Ribeira do Pombal S. Sto. Antônio de Jesus São Francisco Ypiranga S. Itabuna Salvador Salvador: Lusaca VitóriaLocalização dos mandos de campo das equipes participantes do Baianão Feminino de 2015. \| | \| S. Catu S. Ilhéus Baiacu S. C. do Jacuípe S. Euclides da Cunha Juventude de Vitória da Conquista Flamengo de Feira S. Mundo Novo Redenção S. Ribeira do Pombal S. Sto. Antônio de Jesus São Francisco Ypiranga S. Itabuna Salvador Salvador: Lusaca VitóriaLocalização dos mandos de campo das equipes participantes do Baianão Feminino de 2015. \| | \| S. Catu S. Ilhéus Baiacu S. C. do Jacuípe S. Euclides da Cunha Juventude de Vitória da Conquista Flamengo de Feira S. Mundo Novo Redenção S. Ribeira do Pombal S. Sto. Antônio de Jesus São Francisco Ypiranga S. Itabuna Salvador Salvador: Lusaca VitóriaLocalização dos mandos de campo das equipes participantes do Baianão Feminino de 2015. \| | \| S. Catu S. Ilhéus Baiacu S. C. do Jacuípe S. Euclides da Cunha Juventude de Vitória da Conquista Flamengo de Feira S. Mundo Novo Redenção S. Ribeira do Pombal S. Sto. Antônio de Jesus São Francisco Ypiranga S. Itabuna Salvador Salvador: Lusaca VitóriaLocalização dos mandos de campo das equipes participantes do Baianão Feminino de 2015. \| | Capacidade: 50 000                |
| | \| S. Catu S. Ilhéus Baiacu S. C. do Jacuípe S. Euclides da Cunha Juventude de Vitória da Conquista Flamengo de Feira S. Mundo Novo Redenção S. Ribeira do Pombal S. Sto. Antônio de Jesus São Francisco Ypiranga S. Itabuna Salvador Salvador: Lusaca VitóriaLocalização dos mandos de campo das equipes participantes do Baianão Feminino de 2015. \| | \| S. Catu S. Ilhéus Baiacu S. C. do Jacuípe S. Euclides da Cunha Juventude de Vitória da Conquista Flamengo de Feira S. Mundo Novo Redenção S. Ribeira do Pombal S. Sto. Antônio de Jesus São Francisco Ypiranga S. Itabuna Salvador Salvador: Lusaca VitóriaLocalização dos mandos de campo das equipes participantes do Baianão Feminino de 2015. \| | \| S. Catu S. Ilhéus Baiacu S. C. do Jacuípe S. Euclides da Cunha Juventude de Vitória da Conquista Flamengo de Feira S. Mundo Novo Redenção S. Ribeira do Pombal S. Sto. Antônio de Jesus São Francisco Ypiranga S. Itabuna Salvador Salvador: Lusaca VitóriaLocalização dos mandos de campo das equipes participantes do Baianão Feminino de 2015. \| | \| S. Catu S. Ilhéus Baiacu S. C. do Jacuípe S. Euclides da Cunha Juventude de Vitória da Conquista Flamengo de Feira S. Mundo Novo Redenção S. Ribeira do Pombal S. Sto. Antônio de Jesus São Francisco Ypiranga S. Itabuna Salvador Salvador: Lusaca VitóriaLocalização dos mandos de campo das equipes participantes do Baianão Feminino de 2015. \| |                                   |
| | S. Sto Antônio de Jesus | São Francisco EC | Vitória | Ypiranga |                                   |
| José Trindade Lobo | Junqueira Ayres | CT Manoel Tanajura | Odilon Gomes/Dr. Hélcio Bessa | |                                   |
| Capacidade: 3 000 | Capacidade: 3 000 | Capacidade: 500 | Capacidade: 1 000/4 000 | |                                   |
| | | | | |                                   |
| S. Catu S. Ilhéus Baiacu S. C. do Jacuípe S. Euclides da Cunha Juventude de Vitória da Conquista Flamengo de Feira S. Mundo Novo Redenção S. Ribeira do Pombal S. Sto. Antônio de Jesus São Francisco Ypiranga S. Itabuna Salvador Salvador: Lusaca VitóriaLocalização dos mandos de campo das equipes participantes do Baianão Feminino de 2015. | | | | |                                   |

## Primeira fase
Os 16 clubes divididos em 4 grupos jogam entre si dentro dos grupos jogos de ida e volta, totalizando seis jogos para cada clube nessa primeira fase. Apenas os dois primeiros de cada grupo avançam à fase final.

### Grupo 1
| 1 | Sel. de Mundo Novo        | 13 | 6 | 4 | 1 | 1 | 16 | 7  | 9   |
| 2 | Sel. de Euclides da Cunha | 11 | 6 | 3 | 2 | 1 | 10 | 9  | 1   |
| 3 | Ypiranga                  | 7  | 6 | 2 | 1 | 3 | 15 | 13 | 2   |
| 4 | Sel. de Ribeira do Pombal | 3  | 6 | 1 | 0 | 5 | 8  | 20 | -12 |

| S. de Euclides da Cunha | —     | 2 - 1 | 3 - 1 | 2 - 2 |
| S. Mundo Novo           | 1 - 1 | —     | 4 - 2 | 2 - 0 |
| S. Ribeira do Pombal    | 1 - 2 | 1 - 2 | —     | 2 - 1 |
| Ypiranga                | 3 - 0 | 1 - 6 | 8 - 1 | —     |

### Grupo 2
| 1 | Lusaca       | 18 | 6 | 6 | 0 | 0 | 53 | 2  | 51  |
| 2 | Vitória      | 12 | 6 | 4 | 0 | 2 | 28 | 9  | 19  |
| 3 | Redenção     | 4  | 6 | 1 | 1 | 4 | 6  | 35 | -29 |
| 4 | Sel. de Catu | 1  | 6 | 0 | 1 | 5 | 7  | 48 | -41 |

| S. de Catu | —      | 0 - 13 | 1 - 2  | 1 - 7 |
| Lusaca     | 16 - 1 | —      | 11 - 0 | 2 - 0 |
| Redenção   | 3 - 3  | 0 - 7  | —      | 1 - 4 |
| Vitória    | 7 - 1  | 1 - 4  | 9 - 0  | —     |

### Grupo 3
| 1 | São Francisco EC             | 15 | 6 | 5 | 0 | 1 | 37 | 2  | 35  |
| 2 | Flamengo de Feira            | 11 | 6 | 3 | 2 | 1 | 8  | 3  | 5   |
| 3 | Sel. de Conceição do Jacuípe | 6  | 6 | 2 | 0 | 4 | 5  | 24 | -19 |
| 4 | Baiacu                       | 2  | 6 | 0 | 2 | 4 | 1  | 22 | -21 |

| Baiacu                     | —     | 0 - 1  | 0 - 0 | 0 - 13 |
| S. de Conceição do Jacuípe | 2 - 0 | —      | 1 - 2 | 1 - 3  |
| Flamengo de Feira          | 1 - 1 | 4 - 0  | —     | 1 - 0  |
| São Francisco EC           | 5 - 0 | 15 - 0 | 1 - 0 | —      |

### Grupo 4
| 1 | Juventude-BA                  | 18 | 6 | 6 | 0 | 0 | 21 | 2  | 19  |
| 2 | Sel. de Sto. Antônio de Jesus | 10 | 6 | 3 | 1 | 2 | 9  | 13 | -4  |
| 3 | Sel. de Itabuna               | 5  | 6 | 1 | 2 | 3 | 8  | 11 | -3  |
| 4 | Sel. de Ilhéus                | 1  | 6 | 0 | 1 | 5 | 3  | 15 | -12 |

| S. de Ilhéus                | —     | 1 - 4 | 0 - 2 | 0 - 1 |
| S. de Iabuna                | 1 - 1 | —     | 0 - 1 | 1 - 1 |
| Juventude                   | 5 - 0 | 4 - 0 | —     | 3 - 0 |
| S. de Sto. Antônio de Jesus | 2 - 1 | 3 - 2 | 2 - 6 | —     |

## Segunda fase
|  | Quartas de final           | Quartas de final | Quartas de final | Quartas de final |   |                   | Semifinais                                     | Semifinais                                     | Semifinais                                     | Semifinais                                     |  |                  | Final                      | Final                      | Final                      | Final                      |  |  |
|  |                            |                  |                  |                  |   |                   | 27 de dezembro de 2015 e 10 de janeiro de 2016 | 27 de dezembro de 2015 e 10 de janeiro de 2016 | 27 de dezembro de 2015 e 10 de janeiro de 2016 | 27 de dezembro de 2015 e 10 de janeiro de 2016 |  |                  | 16 e 24 de janeiro de 2016 | 16 e 24 de janeiro de 2016 | 16 e 24 de janeiro de 2016 | 16 e 24 de janeiro de 2016 |  |  |
|  |                            |                  |                  |                  |   |                   |                                                |                                                |                                                |                                                |  |                  |                            |                            |                            |                            |  |  |
|  | Vitória                    | 5                | 1                | 6                |   |                   |                                                |                                                |                                                |                                                |  |                  |                            |                            |                            |                            |  |  |
|  | Sel. Mundo Novo            | 2                | 1                | 3                |   |                   |                                                |                                                |                                                |                                                |  |                  |                            |                            |                            |                            |  |  |
|  | Sel. Mundo Novo            | 2                | 1                | 3                |   | Vitória           | 0                                              | 0                                              | 0                                              |                                                |  |                  |                            |                            |                            |                            |  |  |
|  |                            |                  |                  |                  |   | Vitória           | 0                                              | 0                                              | 0                                              |                                                |  |                  |                            |                            |                            |                            |  |  |
|  |                            | São Francisco EC | 1                | 3                | 4 |                   |                                                |                                                |                                                |                                                |  |                  |                            |                            |                            |                            |  |  |
|  | Sel. Sto. Antônio de Jesus | São Francisco EC | 1                | 3                | 4 | 1                 | 0                                              | 1                                              |                                                |                                                |  |                  |                            |                            |                            |                            |  |  |
|  | Sel. Sto. Antônio de Jesus |                  |                  |                  |   | 1                 | 0                                              | 1                                              |                                                |                                                |  |                  |                            |                            |                            |                            |  |  |
|  | São Francisco EC           | 9                | 18               | 27               |   |                   |                                                |                                                |                                                |                                                |  |                  |                            |                            |                            |                            |  |  |
|  | São Francisco EC           | 9                | 18               | 27               |   |                   |                                                |                                                |                                                |                                                |  | São Francisco EC | 3                          | 1                          | 4                          |                            |  |  |
|  |                            |                  |                  |                  |   |                   |                                                |                                                |                                                |                                                |  | São Francisco EC | 3                          | 1                          | 4                          |                            |  |  |
|  |                            | Lusaca           | 0                | 3                | 3 |                   |                                                |                                                |                                                |                                                |  |                  |                            |                            |                            |                            |  |  |
|  | Flamengo de Feira          | Lusaca           | 0                | 3                | 3 | 1                 | 3                                              | 4                                              |                                                |                                                |  |                  |                            |                            |                            |                            |  |  |
|  | Flamengo de Feira          |                  |                  |                  |   | 1                 | 3                                              | 4                                              |                                                |                                                |  |                  |                            |                            |                            |                            |  |  |
|  | Juventude-BA               | 0                | 0                | 0                |   |                   |                                                |                                                |                                                |                                                |  |                  |                            |                            |                            |                            |  |  |
|  | Juventude-BA               | 0                | 0                | 0                |   | Flamengo de Feira | 1                                              | 0                                              | 1                                              |                                                |  |                  |                            |                            |                            |                            |  |  |
|  |                            |                  |                  |                  |   | Flamengo de Feira | 1                                              | 0                                              | 1                                              |                                                |  |                  |                            |                            |                            |                            |  |  |
|  |                            | Lusaca           | 2                | 1                | 3 |                   |                                                |                                                |                                                |                                                |  |                  |                            |                            |                            |                            |  |  |
|  | Sel. Euclides da Cunha     | Lusaca           | 2                | 1                | 3 | 0                 | 0                                              | 0                                              |                                                |                                                |  |                  |                            |                            |                            |                            |  |  |
|  | Sel. Euclides da Cunha     |                  |                  |                  |   | 0                 | 0                                              | 0                                              |                                                |                                                |  |                  |                            |                            |                            |                            |  |  |
|  | Lusaca                     | 5                | 1                | 6                |   |                   |                                                |                                                |                                                |                                                |  |                  |                            |                            |                            |                            |  |  |

## Final

### Jogo de ida
| 16 de janeiro de 2016 | São Francisco EC | 3 – 0 | Lusaca | Junqueira Ayres, São Francisco do Conde |
| 15:00                 |                  |       |        | Árbitro: BA Bruno Pereira Vasconcelos   |

### Jogo de volta
| 24 de janeiro de 2016 | Lusaca | 3 – 1 | São Francisco EC | Pituaçu, Salvador                   |
| 10:00                 |        |       |                  | Árbitro: BA Thayslane de Melo Costa |

## Premiação
| Campeonato Baiano Feminino 2015-16 |
| ---------------------------------- |
| SÃO FRANCISCO (14° título)         |

## Classificação geral
| Pos | Times                         | Pts | J  | V  | E | D | GP | GC | SG  | Classificação               |
| --- | ----------------------------- | --- | -- | -- | - | - | -- | -- | --- | --------------------------- |
| 1   | São Francisco EC              | 30  | 12 | 10 | 0 | 2 | 70 | 6  | 64  | Finalistas                  |
| 2   | Lusaca                        | 33  | 12 | 11 | 0 | 1 | 65 | 7  | 58  | Finalistas                  |
| 3   | Vitória                       | 18  | 10 | 6  | 0 | 4 | 34 | 16 | 18  | Eliminados nas semifinais   |
| 4   | Flamengo de Feira             | 17  | 10 | 5  | 2 | 3 | 13 | 6  | 7   | Eliminados nas semifinais   |
| 5   | Juventude-BA                  | 18  | 8  | 6  | 0 | 2 | 21 | 6  | 15  | Eliminados na segunda fase  |
| 6   | Sel. de Mundo Novo            | 14  | 8  | 4  | 2 | 2 | 16 | 13 | 3   | Eliminados na segunda fase  |
| 7   | Sel. de Euclides da Cunha     | 11  | 8  | 3  | 2 | 3 | 10 | 15 | -5  | Eliminados na segunda fase  |
| 8   | Sel. de Sto. Antônio de Jesus | 10  | 8  | 3  | 1 | 5 | 10 | 40 | -30 | Eliminados na segunda fase  |
| 9   | Ypiranga                      | 7   | 6  | 2  | 1 | 3 | 15 | 13 | 2   | Eliminados na primeira fase |
| 10  | Sel. de Conceição do Jacuípe  | 6   | 6  | 2  | 0 | 4 | 5  | 24 | -19 | Eliminados na primeira fase |
| 11  | Sel. de Itabuna               | 5   | 6  | 1  | 2 | 3 | 8  | 11 | -3  | Eliminados na primeira fase |
| 12  | Redenção                      | 4   | 6  | 1  | 1 | 4 | 6  | 35 | -29 | Eliminados na primeira fase |
| 13  | Sel. de Ribeira do Pombal     | 3   | 6  | 1  | 0 | 5 | 8  | 20 | -12 | Eliminados na primeira fase |
| 14  | Baiacu                        | 2   | 6  | 0  | 2 | 4 | 1  | 22 | -21 | Eliminados na primeira fase |
| 15  | Sel. de Ilhéus                | 1   | 6  | 0  | 1 | 5 | 3  | 15 | -12 | Eliminados na primeira fase |
| 16  | Sel. de Catu                  | 1   | 6  | 0  | 1 | 5 | 7  | 48 | -41 | Eliminados na primeira fase |

## Estatísticas
Atualizado até a volta da final.

### Artilharia
| Gols | Jogador   | Time               |
| ---- | --------- | ------------------ |
| 23   | Brenda    | São Francisco EC   |
| 15   | Evelyn    | Lusaca             |
| 13   | Verena    | Lusaca             |
| 10   | Roqueline | Vitória            |
| 9    | Naira     | Vitória            |
| 8    | Danusia   | Lusaca             |
| 8    | Taiana    | São Francisco EC   |
| 7    | Cecília   | Lusaca             |
| 7    | Rose      | Sel. de Mundo Novo |